# San Miguel (Bohol)
San Miguel (Bayan ng San Miguel) är en kommun i Filippinerna. Kommunen tillhör provinsen Bohol och ligger på ön med samma namn. Folkmängden uppgår till 20 828 invånare.

## Barangayer
San Miguel är indelat i 18 barangayer.
| - Bayongan - Bugang - Cabangahan - Kagawasan - Camanaga - Cambangay Norte - Capayas - Corazon - Garcia | - Hagbuyo - Caluasan - Mahayag - Poblacion - San Isidro - San Jose - San Vicente - Santo Niño - Tomoc |

## Bildgalleri

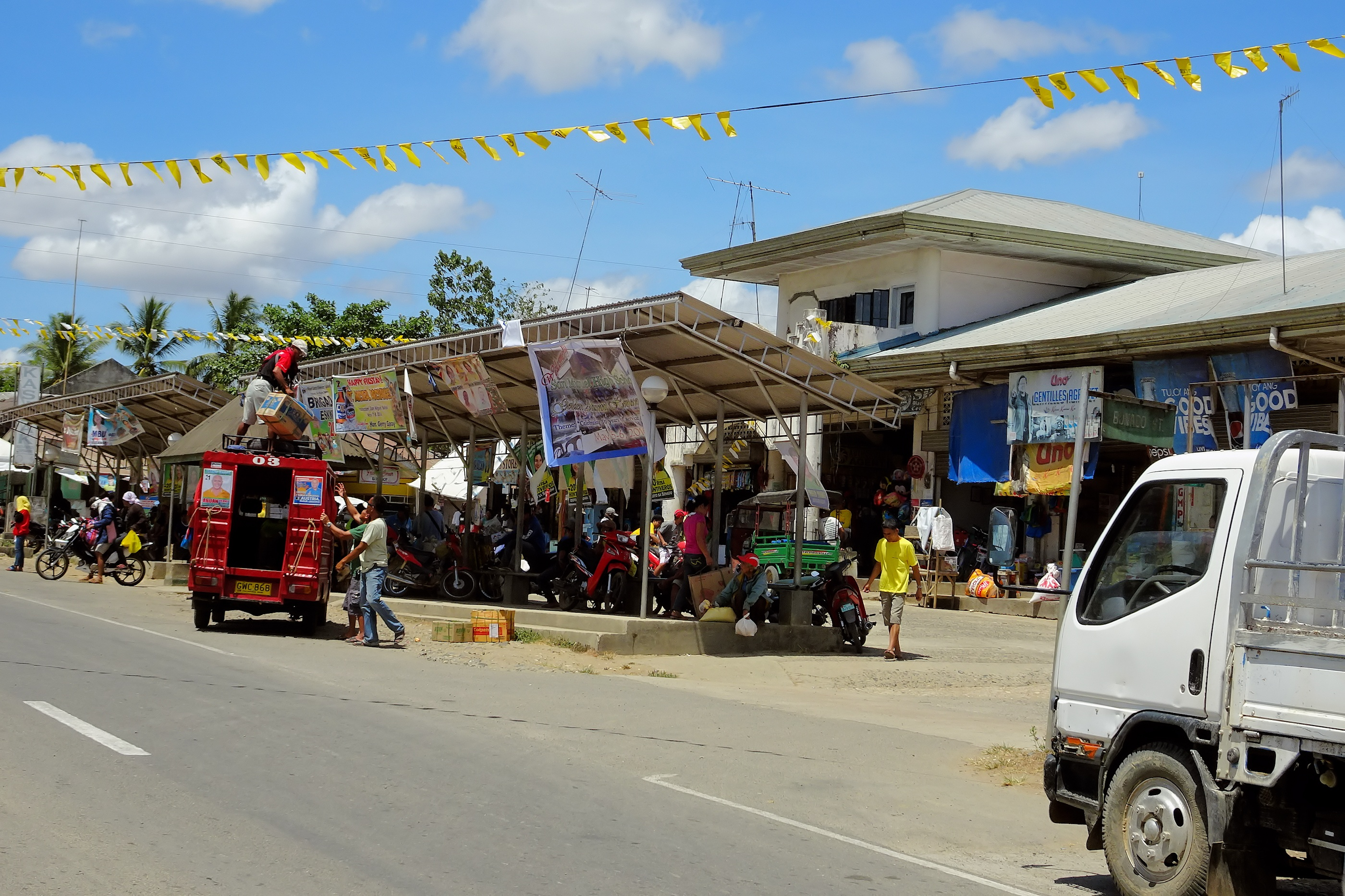